# 千葉市立院内小学校
千葉市立院内小学校（ちばしりつ いんないしょうがっこう）は、千葉県千葉市中央区祐光にある千葉市立小学校。

## 沿革
- 1928年4月1日 - 千葉第一尋常高等小学校より8学級、千葉第二尋常高等小学校より6学級を分離。本校12学級、穴川分教場2学級の編成で院内尋常小学校として開校。
- 1941年 - 院内国民学校と改称。
- 1942年 - 穴川分教場を廃止。
- 1945年 - 戦災にて校舎が焼失。椿森町の旧鉄道聯隊兵舎を仮校舎とする。
- 1947年 - 院内小学校と改称。
- 1948年 - 仮校舎が焼失。旧気球聯隊格納庫、旧補給廠、都小学校を仮校舎とする。
- 1949年 - 高品町が学区に編入。
- 1959年 - 全国で2番目となる言語障害特殊学級が開設。
- 1969年 - 精神薄弱学級開設。
- 1971年 - 難聴学級開設。
- 1973年 - 北貝塚小学校が分離独立。
- 1984年 - 情緒障害学級開設。

## 通学区域
- 中央区
  - 院内1・2丁目
  - 要町
  - 栄町
  - 椿森1・2・5丁目、3丁目1～4番、6丁目2番
  - 道場北町
  - 道場北1・2丁目
  - 祐光1～4丁目
- 若葉区
  - 貝塚町1～192、2034～2041
  - 高品町(38～54、1058～1082、1087、1318、1352、899-1を除く)

## 進学先中学校
- 千葉市立椿森中学校

## 学区内の主な施設
- 東千葉駅
- 栄町駅
- 千葉公園駅
- 千葉東税務署
- 財務省千葉財務事務所
- 千葉市民会館
- 千葉神社
- 千葉聖心高等学校
- 千葉刑務所
- 千葉院内郵便局
- 千葉椿森郵便局
- 院内幼稚園
- 院内保育園

## アクセス
- JR東千葉駅より徒歩約5分
- 千葉都市モノレール栄町駅より徒歩約10分
- JR千葉駅より徒歩約15分